# العلاقات الفيجية المصرية
العلاقات الفيجية المصرية هي العلاقات الثنائية التي تجمع بين فيجي ومصر.

## مقارنة بين البلدين
هذه مقارنة عامة ومرجعية للدولتين:
| وجه المقارنة                                              | فيجي                                                                 | مصر           |
| --------------------------------------------------------- | -------------------------------------------------------------------- | ------------- |
| المساحة (كم2)                                             | 18.27 ألف                                                            | 1.01 مليون    |
| عدد السكان (نسمة)                                         | 915.30 ألف                                                           | 94.80 مليون   |
| الكثافة السكانية (ن./كم²)                                 | 50.1                                                                 | 93.86         |
| العاصمة                                                   | سوفا                                                                 | القاهرة       |
| اللغة الرسمية                                             | لغة إنجليزية، اللغة الفيجية، اللغة الفيجي الهندية، اللغة الهندستانية | اللغة العربية |
| العملة                                                    | دولار فيجي                                                           | جنيه مصري     |
| الناتج المحلي الإجمالي (بليون دولار)                      | 5.06 مليار                                                           | 235.37 مليار  |
| الناتج المحلي الإجمالي (تعادل القوة الشرائية) بليون دولار | 8.32 مليار                                                           | 998.67 مليار  |
| الناتج المحلي الإجمالي الاسمي للفرد دولار أمريكي          | 4.96 ألف                                                             | 3.61 ألف      |
| الناتج المحلي الإجمالي للفرد دولار أمريكي                 | 8.79 ألف                                                             |               |
| مؤشر التنمية البشرية                                      | 0.727                                                                | 0.690         |
| رمز المكالمات الدولي                                      | +679                                                                 | +20           |
| رمز الإنترنت                                              | .fj                                                                  | .eg، .مصر     |
| المنطقة الزمنية                                           | ت ع م+12:00                                                          | ت ع م+02:00   |

## منظمات دولية مشتركة
يشترك البلدان في عضوية مجموعة من المنظمات الدولية، منها:
| علم المنظمة | اسم المنظمة                               | تاريخ انضمام فيجي | تاريخ انضمام مصر |
| ----------- | ----------------------------------------- | ----------------- | ---------------- |
|             | المنظمة الهيدروغرافية الدولية             | ?                 | 21 يونيو 1921    |
|             | الاتحاد البريدي العالمي                   | ?                 | ?                |
|             | يونسكو                                    | 14 يوليو 1983     | 22 يناير 1947    |
|             | البنك الدولي للإنشاء والتعمير             | 28 مايو 1971      | 27 ديسمبر 1945   |
|             | منظمة التجارة العالمية                    | ?                 | 30 يونيو 1995    |
|             | وكالة ضمان الاستثمار متعدد الأطراف        | 24 سبتمبر 1990    | 12 أبريل 1988    |
|             | الاتحاد الدولي للاتصالات                  | 5 مايو 1971       | 9 ديسمبر 1876    |
|             | منظمة الشرطة الجنائية الدولية             | ?                 | 7 سبتمبر 1923    |
|             | مؤسسة التمويل الدولية                     | 12 يوليو 1979     | 20 يوليو 1956    |
|             | الأمم المتحدة                             | 13 أكتوبر 1970    | 24 أكتوبر 1945   |
|             | مؤسسة التنمية الدولية                     | 29 سبتمبر 1972    | 26 أكتوبر 1960   |
|             | المركز الدولي لتسوية المنازعات الاستشارية | 10 سبتمبر 1977    | 2 يونيو 1972     |

## أعلام
هذه قائمة لبعض الشخصيات التي تربطها علاقات بالبلدين:
- إبيلي نايلاتيكاو (5 يوليو 1941 – )

## وصلات خارجية
- موقع وزارة الخارجية الفيجية
- موقع وزارة الخارجية المصرية